# Remy Hadley
Pour les articles homonymes, voir Thirteen.
Remy Hadley, plus connue sous son surnom de « Numéro Treize » (Thirteen, dans la version originale), est un personnage de fiction de la série médicale de la FOX, Dr House. C'est une femme médecin, interprétée par Olivia Wilde, qui intègre l'équipe du service de médecine diagnostique du docteur Gregory House au cours de la saison 4.

## Histoire
Certaines révélations montrent qu'elle aurait fait ses années d'école secondaire à la Newton North High School, à Newton.
Ses premières apparitions remontent aux premiers épisodes de la saison 4. Affublée du dossard numéro 13 pendant la longue période de recrutement de sa nouvelle équipe, le docteur House l'appellera ainsi (Thirteen dans la version originale), et ce surnom lui restera. House la repère rapidement, quand elle pose un diagnostic de strongyloïdose assez vite, mais elle ne surveille pas le patient, tétraplégique, qui ne prendra pas le traitement et mourra. Lors de l'autopsie, House lui dit qu'il lui accorde toute sa confiance, parce qu'il sait que ce genre d'erreurs n'arrivera plus désormais. Elle tient également tête au docteur en allant raser le crâne d'un patient pour trouver l'éruption cutanée caractéristique de la maladie de Lyme et conforter son diagnostic. Ainsi, une forme de rivalité s'installe avec Amber Volakis, une autre candidate prête à tout pour parvenir à ses fins, qui a tenté de la manipuler en lui rappelant son erreur.
À la fin de la « compétition », House, ne devant garder que deux médecins, choisit Taub et Kutner, aux dépens de celle qu'il surnomme déjà « Numéro 13 » et d'Amber Volakis. Le docteur Cuddy, sachant que House a besoin d'une présence féminine dans son équipe, fait en sorte qu'il garde Numéro 13, avant de réaliser que House a œuvré de façon qu'il puisse la garder, et ainsi avoir trois médecins, en plus du Dr Foreman dans son équipe, au lieu de deux supplémentaires.
À travers certaines de ses réactions, House comprend qu'elle a un secret. Pour lui faire avouer, il fait en sorte qu'elle prenne du café normal au lieu du décaféiné qu'elle prend couramment, causant quelques maladresses et des tremblements de la main. Finalement, elle avoue qu'elle a peur d'être atteinte d'une maladie congénitale ; sa mère est morte de la chorée de Huntington, mais refuse de faire le test visant à déterminer si elle est porteuse du gène responsable de cette maladie. Elle aura sa vengeance en donnant à House une dose de somnifères pour pratiquer sur lui quelques examens.
Après un premier test fait à son insu par House (dont elle refuse de voir les résultats, ce que House ne fera pas non plus), elle refait l'examen seule à la fin de la saison 4 et apprend qu'elle est porteuse du gène. House révèlera le secret à l'équipe deux mois plus tard.
Elle est par ailleurs bisexuelle, ce qui est source d'un certain nombre de plaisanteries et de spéculations dans l'équipe de House. Dans La Vie privée de n° 13, l'une de ses amantes d'un soir s'avère être le cas de l'épisode. Elle entame par la suite une relation avec Foreman, qui parvient, après une prise d'otages, à la convaincre d'entrer dans un programme expérimental pour soigner son Huntington. Foreman, qui supervise le programme, découvre qu'elle est sous placebo et choisit de la mettre sous le véritable traitement. Elle développe alors des tumeurs cérébrales qui la rendent aveugle, avant de retrouver la vue grâce au Dr House.
Quand Foreman prendra la direction du département de diagnostic, celui-ci la renverra en raison d'une désobéissance à l'un de ses ordres, ne pouvant être en même temps le patron et l'amant de la jeune femme. Le couple rompt peu après. Cependant, le retour de House change la donne, mais elle refuse de revenir et part pour la Thaïlande, malgré une tentative de House de la faire rester. Elle revient finalement dans l'équipe, après que House a repris la direction du service diagnostic.
À la fin de la saison 6, Numéro 13 décide de prendre quelques congés, qu'elle prend en début de saison 7, sans dire à ses collègues ni où ni pourquoi elle part. House est le seul à ne pas s'étonner de ce départ soudain.
Le motif de son absence est révélé dans l'épisode Mise au jour : si elle est partie depuis un an, elle a passé les six derniers mois en prison. C'est House en personne qui ira l'attendre à sa sortie, bien qu'il ignore pourquoi elle s'est retrouvée là. Elle lui demande d'ailleurs de ne pas chercher à le savoir, mais il découvrira au fil de l'épisode la raison : elle a aidé son frère à mourir, celui-ci étant à un stade avancé de la chorée de Huntington ; pour cela, elle a détourné des médicaments, ce qui a mené à son arrestation — elle n'a pas été accusée de l'euthanasie de son frère. À la fin de l'épisode, House promet à Numéro 13 qu'il l'aidera, le moment venu, à mourir. Peu après, elle retrouve sa licence et sa place au sein de l'équipe de House, alors que sa remplaçante, Martha Masters, quitte l'équipe de House.
Un an plus tard, alors que House est en libération conditionnelle après une peine d'un an de prison, il tente de reformer son équipe. Numéro 13 réapparaît dans l'épisode Altruisme extrême, où elle aide House sur un dernier cas malgré son éloignement du milieu médical. En effet, elle compte partir pour l'île de Mykonos avec sa nouvelle compagne et profiter du temps qu'il lui reste à vivre normalement ; House la laisse partir. Elle refait une apparition en fin de saison dans l'épisode Cinq mois sur terre pour aider Wilson à affronter sa mort inéluctable d'un cancer. Dans le dernier épisode de la série, elle assiste aux funérailles de House, officiellement mort dans l'explosion d'une maison, mais le médecin a simulé sa mort pour passer plus de temps avec Wilson, qui n'a plus que cinq mois à vivre.

## Conception et création du personnage
Lors des castings, Olivia Wilde venait pour le rôle d'Amber Volakis, tandis qu'Anne Dudek postulait pour le rôle de Numéro Treize. Les producteurs ont choisi d'inverser les rôles, en dépit de la volonté des comédiennes, qui accepteront et reconnaitront plus tard que leur choix était judicieux.
Tout comme les comédiens Peter Jacobson (Taub), Kal Penn (Kutner) et Anne Dudek (Amber Volakis), Wilde ignorait quel personnage resterait dans la série avant de recevoir le script de l'épisode,. Les producteurs ont d'abord regardé comment les acteurs s'entendaient et voyaient leurs personnages. Wilde pense que cette technique a amélioré le jeu d'acteur pour l'épisode Les Jeux sont faits. Toutefois, l'arc a inspiré un esprit de camaraderie entre les acteurs au lieu de la concurrence, en raison des rôles de grande envergure. Alors que le nom de Numéro Treize devait être révélé au cours de l'épisode, l'équipe de production a décidé de changer d'avis. Le nom réel de Numéro Treize a été remplacé sur tous les documents, y compris les feuilles d'appel, par le mot « Thirteen » afin de prolonger à la manière d'un running gag dans la narration de la série, afin que House ne puisse pas tout simplement lire son dossier pour savoir son nom. Wilde décrit son personnage comme une « grosse boule de secrets » (« Big bowl of secrets ») en totale opposition à son propre état d'esprit. Selon David Shore, le choix de faire en sorte que Numéro Treize préfère ne pas savoir si elle est malade ou non est également là pour attirer l'attention de House sur ce personnage, car si elle l'avait su dès le départ, « cela n'aurait eu aucun intérêt ».
La sexualité de Numéro 13 est au début ambiguë : Foreman et House suggèrent qu'elle est bisexuelle, et la jeune femme elle-même le laisse penser. C'est finalement Olivia Wilde elle-même qui lève l'ambigüité en confirmant la bisexualité de son personnage en juillet 2008, en évoquant un rôle qu'elle a joué auparavant, Alex Kelly dans Newport Beach, personnage également bisexuel. Les clins d'œil et les allusions à la sexualité du personnage deviennent alors récurrents dans la série, comme lorsque le Dr House l'appelle « 31 » en enchaînant : « Oh, désolé. Je pensais que vous faisiez les deux. ». Cependant, Numéro 13 assume sans complexe sa sexualité.
Le personnage a souvent été comparé, parfois négativement, avec le personnage féminin qui l'a précédé dans l'équipe du Dr House, Allison Cameron,. Wilde décrit son personnage comme « quasiment l'opposée » de Cameron, qui est « compatissante et émotive », et attribue les comparaisons aux faits que House leur assigne souvent les mêmes tâches, et qu'« avec deux filles dans une série, on fera toujours la comparaison. Numéro 13 fait bien moins confiance aux gens, et a souvent montré qu'elle était une personne moins facile ».

### Nom
Bien que les producteurs aient donné un vrai nom au personnage, qu'ils ont révélé à Olivia Wilde, ils ont choisi de le garder secret pour les spectateurs afin que le surnom soit un des éléments qui définissent la relation entre House et elle. Avant que le nom ne soit officiellement révélé, aucun acteur de la série, hormis Olivia Wilde, ne connaissait ce nom, à cause du remplacement sur tous les documents de celui-ci par « Thirteen » .
Son nom est pour la première fois entendu dans l'épisode 15 de la saison 4. Ce n'est que dans l'épisode Un vent d'indépendance qu'on découvre son prénom, Remy, lorsqu'elle se présente à la famille (supposée) d'une patiente.
Même si le véritable nom de Numéro 13 a été donné, David Shore a précisé dans une interview qu'il ne serait pas utilisé souvent, parce qu'« elle sera toujours Numéro 13 ».